# Gäddegylet (Hällaryds socken, Blekinge)
Gäddegylet är en sjö i Karlshamns kommun i Blekinge och ingår i Bräkneån-Mieåns kustområde. Sjön är 2,7 meter djup, har en yta på 0,0236 kvadratkilometer och är belägen 19 meter över havet.